# 亚历山德罗·皮斯托内
亚历山德罗·皮斯托内（義大利語：Alessandro Pistone，1975年7月27日—），意大利男子足球运动员，司职后卫。他曾代表意大利国奥队参加1996年夏季奥林匹克运动会足球比赛，获得第十二名。